# Вільгельм Гарстер
Вільгельм Гарстер (нім. Wilhelm Harster; 21 липня 1904, Кельгайм — 25 січня 1991, Мюнхен) — группенфюрер СС і генерал-лейтенант поліції (9 листопада 1944). Командувач поліції безпеки і СД в Нідерландах (до 1943) і Італії (1943—1945).

## Біографія
Син чиновника-юриста, який загинув в листопаді 1914. У 1913—1922 навчався в гімназії Людвіга.
З червня 1920 по серпень 1926 член Добровольчого корпусу «Оберланд». У 1921—1929 член нацистської баварської молодіжної групи «Веркрафтенферайн». Закінчив Мюнхенський університет, доктор права (1927). 16 жовтня 1929 вступив на службу в кримінальну поліцію в Штутгарті, восени 1931 переведений в політичний відділ.
1 травня 1933 вступив в НСДАП (квиток № 3 226 954), а 9 листопада в СС (службове посвідчення № 225 932). З 1933 — заступник начальника політичного відділу поліцай-президії Штутгарта, з 15 січня 1934 начальник поліцай-дирекції Тюбінгена, відділення Земельного управління політичної поліції. З 11 травня 1934 заступник начальника земельного управління політичної поліції Вюртемберга. З червня 1934 по 31 березня 1938 начальник відділення гестапо в Берліні. 20 жовтня 1935 переведений в СД. З 31 березня 1938 по 1 червня 1940 начальник відділення поліції безпеки в Інсбруку. 1 листопада 1939 призначений командувачем поліцією безпеки в Кракові (і в усьому генерал-губернаторстві).
З 30 листопада 1939 по 1 березня 1941 — інспектор поліції безпеки в Касселі (IX військовий округ). 15 липня 1940 призначений командувачем поліцією безпеки в Нідерландах (зі штаб-квартирою в Гаазі). Під його керівництвом організовано депортацію до концентраційних таборів 100 тисяч голландських євреїв (із загального числа в 140 тисяч). 4 вересня 1943 переведений на аналогічну посаду в Верону, де і залишався до 2 травня 1945, забезпечував збут фальшивих грошей в Італії.
Після закінчення війни 13 травня 1945 заарештований італійською владою, переданий Нідерландам і 23 березня 1949 засуджений голландським судом до 12 років тюремного ув'язнення. Звільнений 14 жовтня 1955. Після повернення в Баварію вступив на державну службу, обер-регірунгсрат в 1958, співпрацював з німецькими спецслужбами. У 1963 вийшов у відставку. В січні 1966 заарештований і 23 січня 1967 судом Мюнхена визнаний винним в депортації голландських євреїв до концтаборів Аушвіц і Собібор, визнаний причетним до загибелі 82 854 осіб. 24 лютого 1967 засуджений до 15 років тюремного ув'язнення. Після звільнення працював адвокатом фірми в Мюнхені, член керівництва терористичної організації «Комітет визволення Південного Тіролю».

## Звання
- Унтерштурмфюрер СС (9 листопада 1937)
- Оберштурмбаннфюрер СС (1 серпня 1939)
- Группенфюрер СС і генерал-лейтенант поліції (9 листопада 1944)

## Нагороди[5]
- Медаль «У пам'ять 13 березня 1938 року»
- Медаль «У пам'ять 1 жовтня 1938»
- Хрест Воєнних заслуг 2-го класу
- Хрест Воєнних заслуг 1-го класу
- Хрест Воєнних заслуг 2-го класу з мечами
- Хрест Воєнних заслуг 1-го класу з мечами
- Залізний хрест 2-го класу (1944)
- Залізний хрест 1-го класу (27 січня 1945)
- Німецький хрест в золоті (7 лютого 1945)
- Медаль «За вислугу років у поліції» 3-го ступеня (8 років)
- Спортивний знак СА
- Цивільний знак СС
- Йольський свічник
- Кільце «Мертва голова»
- Почесний кинджал СС
- Почесна шпага рейхсфюрера СС